# Canton de Saint-Georges-du-Vièvre
Le canton de Saint-Georges-du-Vièvre est une ancienne division administrative française située dans le département de l'Eure et la région Haute-Normandie.

## Géographie
Ce canton était organisé autour de Saint-Georges-du-Vièvre dans l'arrondissement de Bernay. Son altitude variait de 53 m (Saint-Martin-Saint-Firmin) à 188 m (Saint-Georges-du-Vièvre) pour une altitude moyenne de 154 m.

## Représentation

### Conseillers d'arrondissement (de 1833 à 1940)
Le canton de Saint-Georges appartenait à l'arrondissement de Pont-Audemer jusqu'à sa disparition en 1926.
| Période                                  | Période      | Identité             | Étiquette                       | Qualité |
| ---------------------------------------- | ------------ | -------------------- | ------------------------------- | --- |
| 1833                                     | 1842         | M. Lepellissier      |                                 | Juge de paix à Saint-Georges-du-Vièvre, propriétaire à Saint-Christophe-sur-Condé                           |
| 1842                                     | 1848         | M. Élie              |                                 | Maire d'Épreville-en-Romain                                                                                 |
|                                          |              |                      |                                 | |
| 1852                                     |              | M. Pecqueult         |                                 | Suppléant du juge de paix à Saint-Georges-du-Vièvre                                                         |
| 1886                                     | 1896 (décès) | Pierre Denize        | Droite                          | Propriétaire, maire de Saint-Martin-Saint-Firmin                                                            |
| 1896                                     | 1913         | Pierre-Charles Simon | Droite                          | Médecin, maire de Saint-Georges-du-Vièvre                                                                   |
| 1913                                     | 1920         | Maurice Férière      | Républicain d'entente nationale | Maire de Noards                                                                                             |
| 1920                                     | 1940         | Maurice Rabasse      |                                 | Notaire, maire de Saint-Étienne-l'Allier                                                                    |
| 1940                                     |              |                      |                                 | Les conseils d'arrondissement ont été suspendus par la loi du 12 octobre 1940 et n'ont jamais été réactivés |
| Les données manquantes sont à compléter. |              |                      |                                 | |

### Conseillers généraux de 1833 à 2015
| Période | Période      | Identité                      | Étiquette                      | Qualité |
| ------- | ------------ | ----------------------------- | ------------------------------ | --- |
| 1833    | 1845 (décès) | M. Valmont (de) Bômare        |                                | Propriétaire à Saint-Georges-du-Vièvre |
| 1845    | 1848         | Paul Laignel-Duval            |                                | Maire de Saint-Georges-du-Vièvre |
| 1848    | 1852         | Jean-Pierre Vattier           |                                | Propriétaire, maire de Lieurey |
| 1852    | 1873 (décès) | Nicolas Lereffait (1805-1873) | Droite                         | Propriétaire, rentier, maire de Pont-Audemer |
| 1873    | 1884 (décès) | Gaston Lereffait              | Droite monarchiste             | Auditeur à la Cour des comptes Propriétaire, maire de Pont-Audemer |
| 1884    | 1913 (décès) | Albert Lambert                | Droite puis Républicain rallié | Maire de Lieurey |
| 1913    | 1920 (décès) | Pierre-Charles Simon          | Républicain de droite          | Médecin, maire de Saint-Georges-du-Vièvre, conseiller d'arrondissement |
| 1920    | 1940         | Maurice Férière               | URD                            | Agriculteur, maire de Noards, conseiller d'arrondissement |
|         |              |                               |                                | |
| 1943    | 1945         | Modeste Legouez               |                                | Agriculteur à Épreville-près-le-Neubourg Président de la corporation paysanne de l'Eure Membre de la Commission administrative départementale (1941-1943) Nommé conseiller départemental en 1943 |
|         |              |                               |                                | |
| 1943    | 1945         | Maurice Rabasse (1874-1971)   |                                | Notaire Conseiller d'arrondissement, maire de Saint-Étienne-l'Allier Nommé conseiller départemental en 1943 Président du Conseil départemental (1943-1945)                                       |
|         |              |                               |                                | |
| 1945    | 1957 (décès) | Georges Bernard               | RGR puis DVD                   | Directeur général Maire d'Évreux (1947-1953) Sénateur (1948-1955) |
| 1957    | 1966 (décès) | Claude Bernard                | DVD                            | Industriel, commerçant Suppléant du député Jean Lainé (1962-1966) |
| 1966    | 1982         | Modeste Legouez               | CNI puis RI puis DVD           | Agriculteur Sénateur (1959-1989) Maire d'Épreville-près-le-Neubourg (1971-1983) Vice-président du Conseil général (1973-1976) Conseiller régional (1973-1989)                                    |
| 1982    | 2001         | Jacques Duval                 | DVD puis UDF                   | Cultivateur Maire de Saint-Georges-du-Mesnil |
| 2001    | 2015         | Alain Huard                   | PS                             | Employé Vice-président du Conseil général Maire de Saint-Christophe-sur-Condé depuis 2014 |

### Jumelage
Les quatorze communes de l’ancien canton de Saint-Georges-du-Vièvre sont jumelées avec :
- Slimbridge (Royaume-Uni)

## Composition
Le canton de Saint-Georges-du-Vièvre regroupait quatorze communes.
| Nom                                 | Code Insee | Intercommunalité       | Superficie (km2) | Population (dernière pop. légale) | Densité (hab./km2) |
| ----------------------------------- | ---------- | ---------------------- | ---------------- | --------------------------------- | ------------------ |
| Saint-Georges-du-Vièvre (chef-lieu) | 27542      | CC Lieuvin Pays d'Auge | 10,19            | 827 (2014)                        | 81                 |
| Épreville-en-Lieuvin                | 27222      | CC Lieuvin Pays d'Auge | 6,72             | 214 (2014)                        | 32                 |
| Lieurey                             | 27367      | CC Lieuvin Pays d'Auge | 18,21            | 1 433 (2014)                      | 79                 |
| Noards                              | 27434      | CC Lieuvin Pays d'Auge | 4,21             | 58 (2014)                         | 14                 |
| La Noë-Poulain                      | 27435      | CC Lieuvin Pays d'Auge | 4,70             | 244 (2014)                        | 52                 |
| La Poterie-Mathieu                  | 27475      | CC Lieuvin Pays d'Auge | 6,41             | 174 (2014)                        | 27                 |
| Saint-Benoît-des-Ombres             | 27520      | CC Lieuvin Pays d'Auge | 3,63             | 132 (2014)                        | 36                 |
| Saint-Christophe-sur-Condé          | 27522      | CC Lieuvin Pays d'Auge | 9,00             | 481 (2014)                        | 53                 |
| Saint-Étienne-l'Allier              | 27538      | CC Lieuvin Pays d'Auge | 11,32            | 570 (2014)                        | 50                 |
| Saint-Georges-du-Mesnil             | 27541      | CC Lieuvin Pays d'Auge | 3,18             | 126 (2014)                        | 40                 |
| Saint-Grégoire-du-Vièvre            | 27550      | CC Lieuvin Pays d'Auge | 8,97             | 327 (2014)                        | 36                 |
| Saint-Jean-de-la-Léqueraye          | 27551      | CC Lieuvin Pays d'Auge | 4,67             | 57 (2014)                         | 12                 |
| Saint-Martin-Saint-Firmin           | 27571      | CC Lieuvin Pays d'Auge | 6,37             | 301 (2014)                        | 47                 |
| Saint-Pierre-des-Ifs                | 27594      | CC Lieuvin Pays d'Auge | 6,17             | 295 (2014)                        | 48                 |

## Démographie
| 1962  | 1968  | 1975  | 1982  | 1990  | 1999  | 2006  | 2011  | 2012  |
| ----- | ----- | ----- | ----- | ----- | ----- | ----- | ----- | ----- |
| 4 177 | 3 997 | 3 822 | 3 819 | 3 861 | 3 984 | 4 395 | 4 960 | 5 061 |